# Белоус, Анатолий Григорьевич
Анатолий Григорьевич Белоус (род. 8 мая 1951, село Грушка Каменец-Подольского района Хмельницкой области) — советский и украинский химик. Доктор химических наук (1991). Профессор (1997). Академик Национальной академии наук Украины (2009). Лауреат Государственной премии Украины в области науки и техники (2008).

## Биографические сведения
В 1974 году окончил Киевский политехнический институт.
В 1974-1978 годах работал в Москве в Научно-исследовательском физико-химическом институте.
С 1978 года работает в Киеве в Институте общей и неорганической химии имени Владимира Вернадского НАН Украины. С 1982 года — заведующий отделом химии твердого тела.

## Научные достижения
Основное направление исследований А. Г. Белоуса — это изучение условий образования, структурных особенностей и свойств сложных оксидных систем, а также разработка на их основе высокоэффективных функциональных материалов. Достижения ученого в этой области широко известны на Украине и за рубежом. Под его руководством разработаны и внедрены в народное хозяйство новые сложные оксидные материалы и элементы на их основе различного функционального назначения: сверхвысокочастотные керамические резонаторы и диэлектрические подложки для гибридных интегральных схем, которые используются в аппаратуре систем связи; низковольтные термостабилизированный керамические нагревательные элементы для двигателей внутреннего сгорания и дизельных двигателей; висококоерцетивні мелкодисперсные порошки с заданной формой частиц для систем магнитной записи. Анатолий Григорьевич впервые разработал новые литийпроводящие материалы на основе оксидов со структурой дефектного перовскита, которые сейчас активно исследуются во многих лабораториях мира
А. Г. Белоус — автор и соавтор более 200 научных публикаций, имеет 53 авторских свидетельства на изобретения.
Анатолий Григорьевич был членом оргкомитетов ряда международных научных конференций.
А. Г. Белоус ведет активную педагогическую работу: читает курс лекций «Химия материалов» и «Физическая химия поверхности полупроводников» в Национальном техническом университете Украины «КПИ»; подготовил семь кандидатов наук. Много внимания уделяет научно-организационной деятельности: входит в специализированные советы по защите докторских диссертаций в Институте общей и неорганической химии им. В. И. Вернадского НАН Украины и НТУУ «КПИ», является заместителем главного редактора «Украинского химического журнала».

## Премии
1 декабря 2008 года присуждено Государственную премию Украины в области науки и техники за работу «Интерметаллиды, гидриды и оксиды как основа новых энергосберегающих материалов» (в соавторстве).